# Moduł CAM
Niektóre z zamieszczonych tu informacji wymagają weryfikacji.
Dokładniejsze informacje o tym, co należy poprawić, być może znajdują się w dyskusji tego artykułu.
 Po wyeliminowaniu niedoskonałości należy usunąć szablon [[Szablon:Dopracować|]] z tego artykułu.

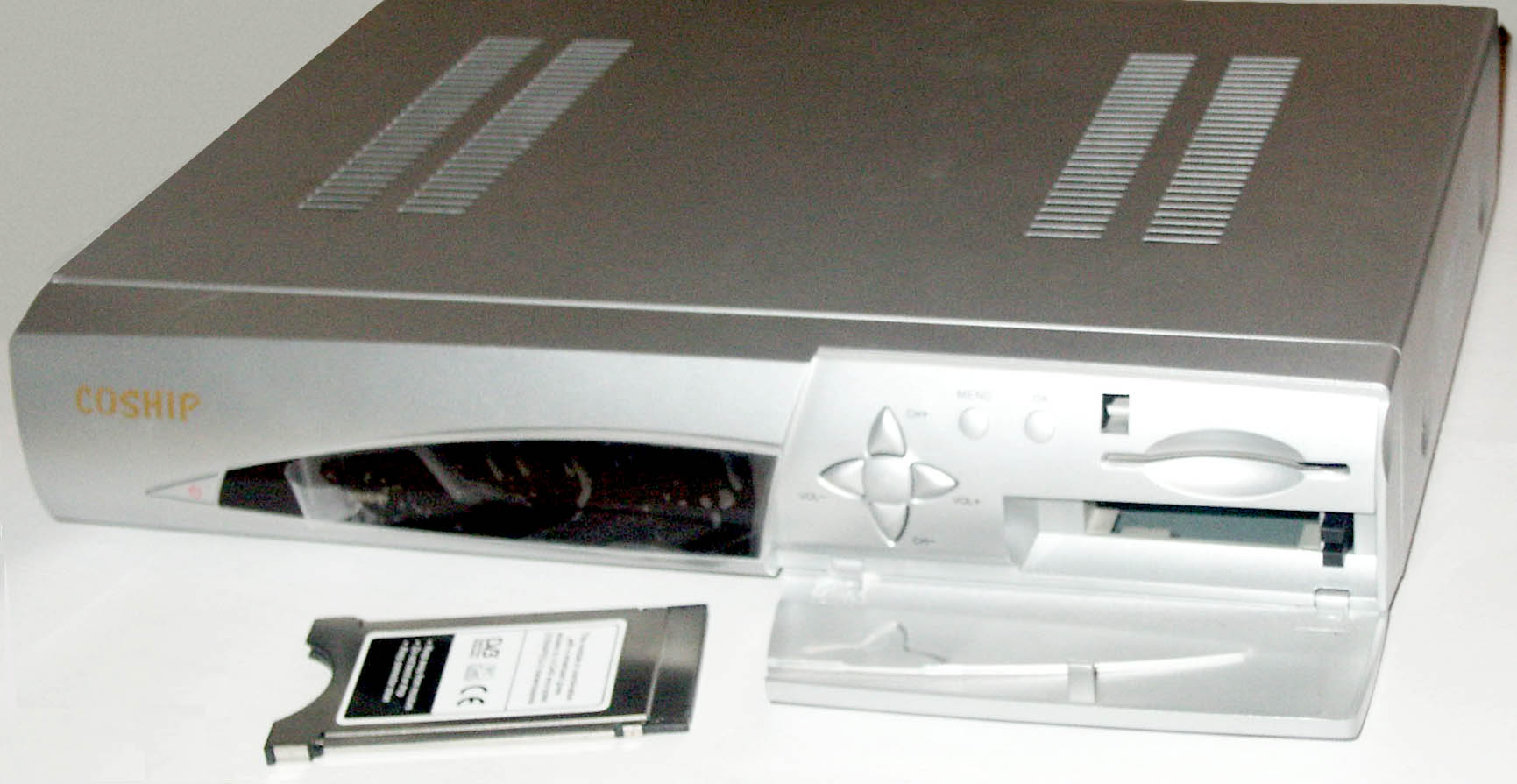
Dekoder Coship z modułem CI

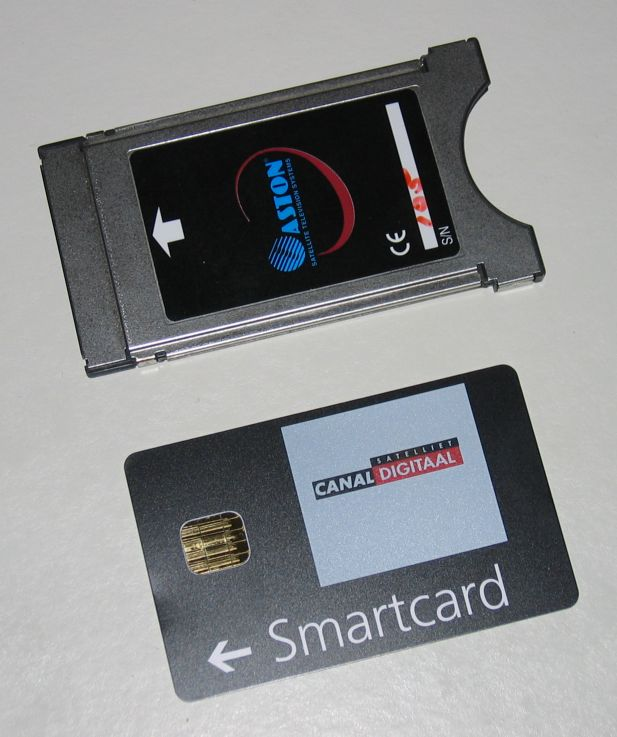
Moduł CI i CAM

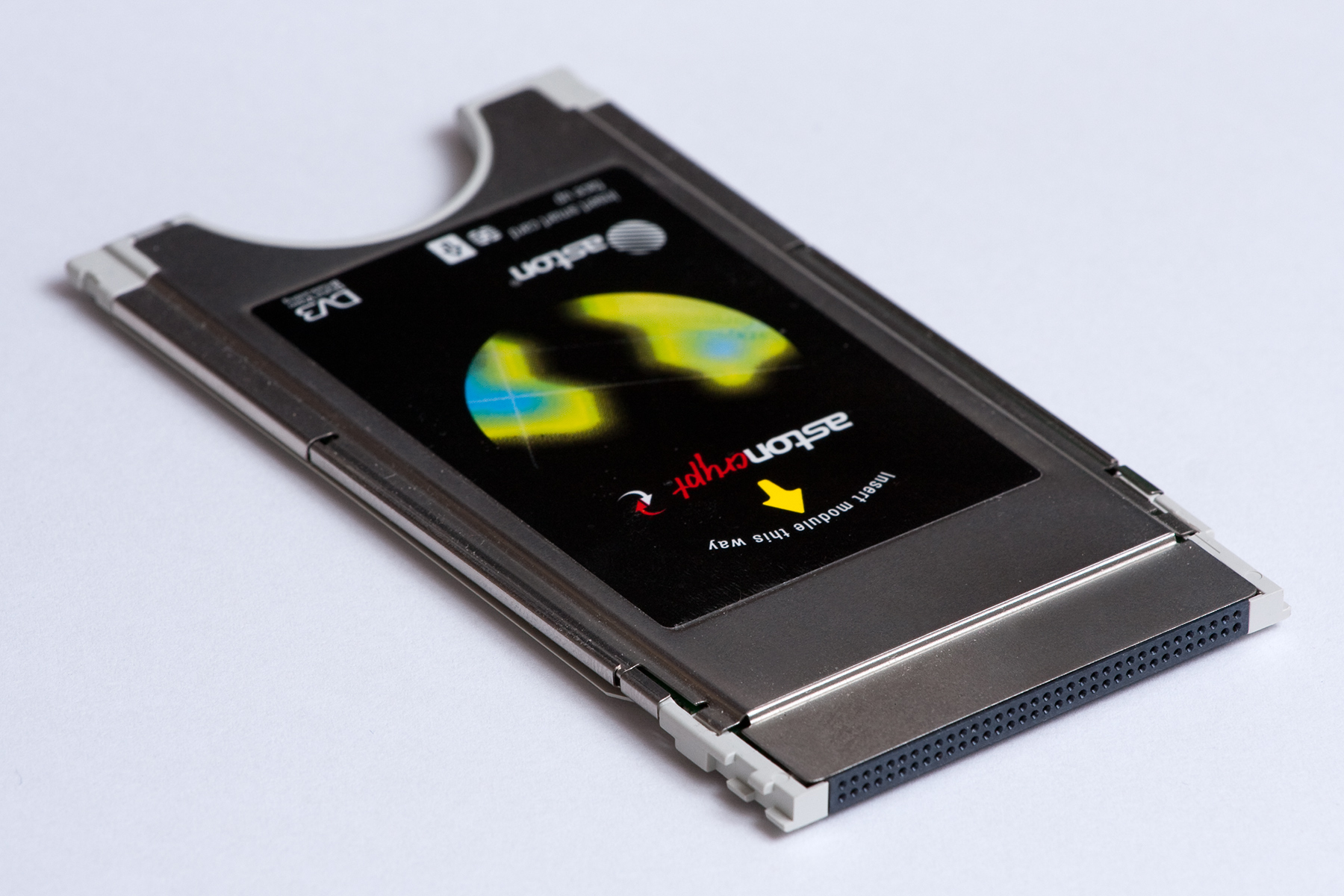
Moduł CAM w formacie PCMCIA

Moduł CAM (ang. Conditional Access Module) – urządzenie – karta  elektroniczna (smart card), stosowana wraz z modułem CI do odbioru płatnych (kodowanych) kanałów telewizyjnych i radiowych. Karta taka posiada własny numer, przypisana jest do konkretnego abonenta i posiada zapisaną informację o tym, które kanały abonent może odbierać w ramach wykupionego abonamentu (pakietu). W zależności od stosowanego systemu kodowania, karta może być ściśle powiązana z konkretnym odbiornikiem satelitarnym (dekoderem), jak to ma miejsce np. w Cyfrowym Polsacie oraz platformie cyfrowej n.
Stosowana zarówno w ofercie abonamentowej (Canal+, Polsat Box, Orange TV), jak i również w systemie sprzedaży przedpłaconej (telewizja na kartę, NC+ na kartę, Cyfrowy Polsat).